# Пузырёв, Валерий Павлович
Вале́рий Па́влович Пузырёв (род. 27 июля 1947 года, Мурманск, РСФСР, СССР) — советский и российский учёный-медик, генетик, доктор медицинских наук, профессор, академик РАМН (с 2013 — РАН), директор НИИ медицинской генетики Томского научного центра СО РАМН (1987—2015). Заслуженный деятель науки Российской Федерации (2001). Заслуженный деятель науки Республики Бурятия (2007). Заслуженный деятель науки Республики Тыва (2007).
Научный руководитель Томского НИМЦ РАН, научный руководитель НИИ медицинской генетики, заведующий кафедрой медицинской генетики Сибирского государственного медицинского университета.
Член Президиума Сибирского отделения РАН. Член бюро Сибирского Объединённого учёного совета по медицинским наукам.

## Биография
Валерий Павлович Пузырёв родился в 1947 году в северном поморском городе Мурманске. После окончания средней школы (1965) поступил на Лечебный факультет Новосибирского медицинского института (НМИ), который успешно окончил в 1971 году. Последующие 10 лет работал здесь же, в НМИ — аспирант (1971—1974), затем ассистент и доцент Кафедры факультетской терапии.
В 1977 году В. П. Пузырёв защитил кандидатскую диссертацию «Клинико-генеалогическое и биохимическое исследование наследственной предрасположенности к атеросклерозу и ишемической болезни сердца». В том же году он совместно с А. А. Дзизинским опубликовал монографию «Наследственность и атеросклероз» — первый отечественный труд по данной научной тематике.
В 1978 году по инициативе академика В. П. Казначеева молодому учёному Валерию Пузырёву предложена на базе Института клинической и экспериментальной медицины СО АМН СССР (Новосибирск) организация первой в Сибири лаборатории медицинской генетики, руководителем которой он был избран, одновременно сохраняя должность доцента в вузе.
В 1970-е руководитель Томской области Е. К. Лигачёв активно инициирует развитие в Томске академической и медицинской наук, готовится создание Томских научных центров сибирских отделений АН СССР (Томский Академгородок) и АМН СССР. Появилась необходимость создания научного института по вопросам медицинской генетики.
В 1981 году В. П. Пузырёва руководитель Томского обкома КПСС приглашает в Томск для организации здесь профильного отдела от московского Института медицинской генетики АМН СССР.
Приняв это предложение, Валерий Павлович Пузырёв создал экспериментальный отдел, который начал свою деятельность в 1982 году. Учреждение ведёт широкие исследования в области популяционной генетики народов, расселившихся в Сибири в разные исторические эпохи, изучения закономерностей распространения и накопления груза наследственных (менделевских) болезней, патогенетики широкораспространённых заболеваний многофакторной природы, цитогенетики онтогенеза человека. Наряду с фундаментальными исследованиями, по инициативе В. П. Пузырёва в начале 1980-х годов открывается Томская областная медико-генетическая консультация, создаётся отделение Всесоюзного общества медицинских генетиков, начинается преподавание медицинской генетики студентам Томского медицинского института.
В 1987 году томский Отдел медицинской генетики Института медицинской генетики АМН СССР преобразован в полноценный НИИ — Томский научно-исследовательский институт медицинской генетики ТНЦ СО АМН СССР. В. П. Пузырёв становится его бессменным руководителем в течение следующих 18 лет. Под его руководством были определены основные направления научных исследований института, сформирован коллектив квалифицированных учёных-медиков, создана материально-техническая база. По инициативе В. П. Пузырёва в 1994 году была открыта (при институте) Генетическая клиника, что способствовало развитию в Сибирском регионе современной медико-генетической службы. Институту придан статус Федерального центра по медицинской генетике Минздрава Российской Федерации.
В научной деятельности В. П. Пузырёва важное место заняли фундаментальные исследования генетического разнообразия популяций человека и структурно-функциональной организации генома человека в норме и при патологии. Валерий Павлович внёс значительный вклад в изучение закономерностей наследственной изменчивости генофондов сибирского народонаселения. Им впервые представлены данные по геногеографии и грузу наследственной патологии многих этносов (славяне, ханты, тувинцы, якуты, буряты, алтайцы). В. П. Пузырёв — участник и организатор более 25 экспедиций в различные регионы страны в период с 1980-х по 2015 гг.
В 1987 году Валерий Павлович Пузырёв защитил докторскую диссертацию «Медико-генетическое исследование населения приполярных регионов». В дальнейшем он станет членом-корреспондентом Академии медицинских наук РФ (1993), а с 2002 года избран академиком (действительным членом) РАМН (с 2014 года это объединённая Российская академия наук, РАН).
Руководство НИИ медицинской генетики совмещал с должностью заведующего лабораторией популяционной генетики и руководителя курса медицинской генетики (с 1999 — заведующий кафедрой) СибГМУ.
В результате активной поддержки реформы академий наук занял должность научного руководителя Томского НИМЦ.
В. П. Пузырёв — автор более 500 научных работ, в том числе 11 монографий. Одна из них — «Патологическая анатомия генома человека» (1997) — отмечена дипломом и премией им. А. А. Баева научного совета национальной программы «Геном человека» как лучшая книга года по геномной медицине.
Вице-президент Вавиловского общества генетиков и селекционеров, заместитель председателя Российского общества медицинских генетиков, член Американского и Европейского обществ генетики человека.
Область научных интересов: генетика популяций человека, клиническая генетика, генетика многофакторных болезней человека.
Академик В. П. Пузырёв является одним из известных томских общественных деятелей. По предложению губернатора Томской области он введён в состав Общественной палаты Томской области.

## Награды и звания
- Орден Александра Невского (20 июля 2023) — за вклад в развитие науки и многолетнюю добросовестную работу
- Орден «Томская Слава» (29 июля 2017)
- Памятная серебряная медаль СО РАН имени академика М. А. Лаврентьева (30 мая 2017)
- Знак отличия ФАНО России «За заслуги в развитии науки» (19 мая 2017)[2]
- Почётный гражданин Томска (2017)
- Лауреата Премии Российского кардиологического общества за фундаментальные исследования в области кардиологии (2016)
- Юбилейная медаль Вавиловского общества генетиков и селекционеров «50 лет ВОГИС» (2016) — за вклад в работу общества и выдающиеся заслуги в развитии генетических исследований
- Золотая медаль Европейской Научно-Промышленной палаты (2016)
- Юбилейная медаль Вавиловского общества генетиков и селекционеров «50 лет ВОГИС» (2016)
- Медаль «70 лет Томской области» (2014)
- Почётная грамота Министерства здравоохранения Республики Саха (Якутия) «За вклад в развитие здравоохранения Республики Саха (Якутия)» (2014)
- Благодарственное письмо Государственной Думы Томской области (2012)
- Лауреат Премии Томской области в сфере образования, науки, здравоохранения и культуры (2012)
- Медаль «В благодарность за вклад в развитие Томского государственного университета» (2011)
- Орден Дружбы (2007)
- Заслуженный деятель науки Республики Тыва (2007)
- Нагрудным знаком «Отличник здравоохранения республики Таджикистан» (2007) — за безупречную работу, многолетний добросовестный труд, сотрудничество и неоценимый вклад в развитие медицинской науки Таджикистана
- Заслуженный деятель науки Республики Бурятия (2007)
- Почетный профессор Таджикского института последипломной подготовки медицинских кадров (2007)
- Юбилейный знак «375 лет Якутия с Россией» (2007)
- Медаль «В благодарность за вклад в развитие Томского государственного университета» (2007)
- Медаль «За заслуги перед Сибирским медицинским университетом» (2007)
- Серебряная медаль имени Н. П. Пирогова Европейской академии естественных наук (2007)
- Медаль Р. Вирхова Европейского общества естественных наук (2005)
- Медаль «400 лет Томску. За заслуги перед городом» (2004)
- Знак отличия «За заслуги перед Томской областью» (2004)
- Лауреат Государственной премии Республики Тува (2004) — за монографии «Генетико-эпидемиологическое исследование населения Тувы» и «Тувинцы: гены, демография, здоровье»
- Памятная медаль С. Н. Давиденкова Российского общества медицинских генетиков (2002)
- Диплом Президиума Российского общества медицинских генетиков (2002)
- Заслуженный деятель науки Российской Федерации (2001)
- Лауреат Премии им. С. Н. Давиденкова Президиума РАМН (2000) — за цикл работ «Наследственный полиморфизм популяций человека и генетические основы патологии»
- Лауреат Премии им. А. А. Баева Научного совета подпрограммы «Геном человека» за 2000
- Почётное звание «Рыцарь науки и искусства. Разум. Честь. Доблесть» (2000)[3]
- Серебряная медаль: «За развитие медицины и здравоохранения. Имени И. П. Павлова» (1998)[4]
- Лауреат Премии Томской области в сфере образования, науки, здравоохранения и культуры (1998)
- Орден Почёта (1997)
- Диплом координационного межведомственного совета по приоритетному направлению «Науки о жизни и биотехнология» РАН Министерства науки и технической политики России (1997) — за работу по подготовке монографии «Патологическая анатомии генома человека»
- Медаль «За заслуги в развитии науки и экономики России» (1996)
- Лауреат Премии Томской области в сфере образования, науки, здравоохранения и культуры (1996)
- «Соросовский профессор» (1995)
- «Соросовский профессор» (1994)